# Camp d'Esports
El Camp d'Esports es el recinto deportivo del Club Lleida Esportiu, ubicado en Lérida, España, en la calle Doctor Fleming.

## Historia
El día 1 de enero de 1919 se inauguró de forma oficial el complejo deportivo denominado Camp d'Esports, según algunos cronistas de la época el mejor parque deportivo de España, en el cual se encontraba el campo de fútbol que utilizaba el Joventut F. C., 
el equipo de fútbol de la Joventut Republicana de Lleida, promotora de este equipamiento deportivo y que tres días antes de la puesta de largo del recinto ya había disputado el primero partido ante el Cervera. 
El Camp d'Esports se empezó a construir en 1918 y fue diseñado por el arquitecto ilerdense, establecido en Barcelona, Adolfo Florensa. 
Además de fútbol, en el complejo se han practicado los siguientes deportes: atletismo, balonmano, natación, tenis, baloncesto, voleibol, hockey, patinaje, ciclismo, motociclismo, gimnasia, boxeo, lucha libre, pelota, tiro y fútbol sala. 
En 1920 llegó la homologación para el campo de fútbol, si bien hace falta tener en cuenta que sus dimensiones eran inferiores a las actuales, dado que unas pistas de atletismo lo rodeaban. 
Tras la desaparición de Joventut F. C. fue el F. C. de Lérida el cual pasó a disputar sus partidos en el «Camp d'Esports». Otros equipos como el C. I. Lleida, O. S. Calaveras, C. D. Joventut, C. D. Leridano y Lleida Balompié también lo hicieron en etapas posteriores. Tras la fusión de los dos últimos conjuntos en 1947, que dio origen a la U.E. Lleida (club que desapareció en 2011 y dio paso al actual Club Lleida Esportiu), el recinto futbolístico inició un periodo de reformas que culminó en 1994 con la actual instalación.

## Cronología
- 1918 Inicio de las obras de construcción del recinto.
- 1919 Inauguración oficial el 1 de enero.
- 1920 Homologación del terreno de juego.
- 1941 Reconstrucción tras la guerra civil.
- 1945 Primera siembra de césped.
- 1947 Sembrada y ampliación de dimensiones del terreno de juego.
- 1949 Construcción de la grada de gol norte.
- 1950 Construcción de la grada de general.
- 1961 Construcción de la grada de tribuna.
- 1962 Colocación de la voladiza de tribuna.
- 1963 Luz artificial y drenaje.
- 1967 Construcción de la grada de gol sur.
- 1977 Vallas, local social, gimnasio, sauna y nuevos vestuarios.
- 1987 Nueva iluminación artificial.
- 1988 Cabinas de radio/prensa y vestuarios para fútbol base.
- 1989 Nuevo césped y drenaje.
- 1992 Ampliación de los vestuarios.
- 1993 Inicio de la gran reforma con el ascenso a Primera División.
- 1994 Final de la reforma y retirada de las vallas.
- 2016 Sustitución del césped, el drenaje, el sistema de riego y la canalización de aguas.